# Chlorobis(cyclooctène)rhodium dimérique
Le chlorobis(cyclooctène)rhodium dimérique est un composé chimique de formule [(η2-C8H14)2Rh(µ-Cl)]2, où C8H14 est le cis-cyclooctène ; ce ligand est parfois noté (coe), le complexe étant alors écrit Rh2Cl2(coe)4. Il s'agit d'un solide brun rougeâtre sensible à l'air et précurseur de plusieurs autres complexes de rhodium ainsi que de catalyseurs.
On l'obtient une solution alcoolique de chlorure de rhodium(III) hydraté avec du cyclooctène à température ambiante. Les ligands cyclooctène peuvent être facilement déplacés par d'autres ligands plus basiques, davantage que les ligands diène du complexe apparenté chlorure de (cyclooctadiène)rhodium dimérique [(η4-C8H12)Rh(µ-Cl)]2 (également noté Rh2Cl2(cod)2).

## Activateur de liaisons C–H
L'activation de liaison C-H est souvent catalysée par le chlorobis(cyclooctène)rhodium dimérique comme le montre la synthèse d'une énamine bicyclique contrainte :
La synthèse d'un analogue de la mescaline fait intervenir la cyclisation énantiosélective d'une imine aryle par activation de liaison C–H :
La synthèse totale de l'acide lithospermique fait intervenir une étape finale « fonctionnalisation C–H guidée ». Le groupe directeur, une imine chirale non racémique, est capable de réaliser une alkylation intramoléculaire permettant de convertir l'imine en dihydrobenzofurane sous l'action catalytique du rhodium :